# Convento di Santa Palazia

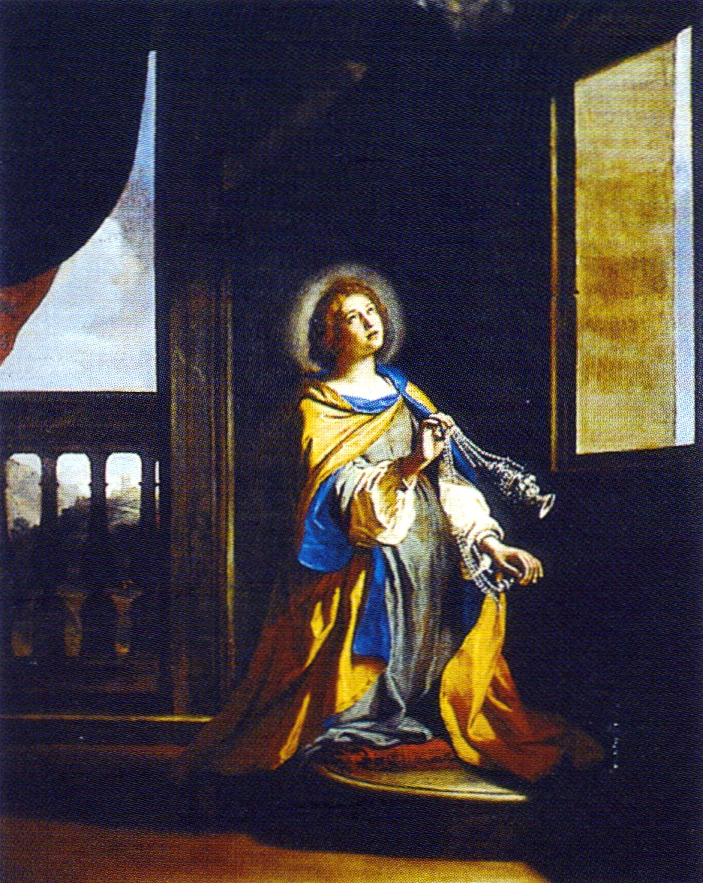
Ancona, Pinacoteca civica Francesco Podesti, Guercino, Santa Palazia, 1658 circa

Il convento di Santa Palazia, in seguito carcere di Santa Palazia era un complesso di edifici di Ancona, che si trovava sul colle dei Cappuccini.

## Storia
La posa della prima pietra avvenne il 14 novembre 1590; il 27 dicembre 1630 entrarono le prime suore nel convento, dopo l'autorizzazione ottenuta da papa Sisto V con breve del 21 maggio 1588.

### Intitolazione a Santa Palazia
Il convento venne intitolato a Santa Palazia, di cui già era presente il culto in città, essendo le sue ceneri conservate nella Cripta dei Protettori del Duomo. Secondo lo storico locale Vincenzo Pirani, "Tra i Santi venerati [ad Ancona - N.d.E.] vi sono anche quelli non anconitani e tra questi S. Palazia. Il giorno a Lei dedicato, 7 ottobre, è il medesimo in cui la si ricorda nel Menologio della Chiesa Orientale, per cui è da identificarsi con la S. Pelagia ivi indicata. Del resto il nome Pelagia, scritto con lettera "g" dell'alfabeto greco si presta a far identificare la lettera "g” greca con la "t" latina, soprattutto se maiuscole. La trasformazione di "Pelagia" in "Palatia" non era quindi difficile. Inoltre, essendo nel martirologio greco ricordate due S. Pelagie, vissute in tempi diversi, perduta la memoria di tale realtà, si ricordarono in quel giorno due Sante legate tra loro, Lorenza e Palazia, dicendo la prima nutrice della seconda ma non è escluso che di quattro Sante se ne fecero due soltanto, assemblando le loro memorie. Gli Atti sono chiaramente stati compilati molto tardi, nel sec. XIII, e ripetono schemi piuttosto comuni; non possono quindi offrire particolari suggerimenti per una loro lettura critica".
Il culto di S. Palazia ad Ancona è testimoniato anche dalla presenza nella Pinacoteca civica Francesco Podesti del dipinto che la raffigura, opera del Guercino (1658).

### Soppressione del convento
Il convento venne soppresso il 14 maggio 1810, data di pubblicazione del decreto dell'imperatore di Francia Napoleone Bonaparte, con cui venivano soppressi gli ordini religiosi ed indemaniati i relativi beni mobili e immobili.
Nel 1827 la chiesa fu riaperta al culto dopo la soppressione napoleonica con il titolo di "Santa Maria degli Angeli".

### Trasformazione in carcere
Nel 1864 il complesso diviene sede di un istituto carcerario. Alle antiche strutture se ne aggiunsero e sovrapposero altre al fine di un miglior funzionamento del carcere. Nel 1849 gli Austriaci vi fucilarono il patriota risorgimentale anconetano Antonio Elia.

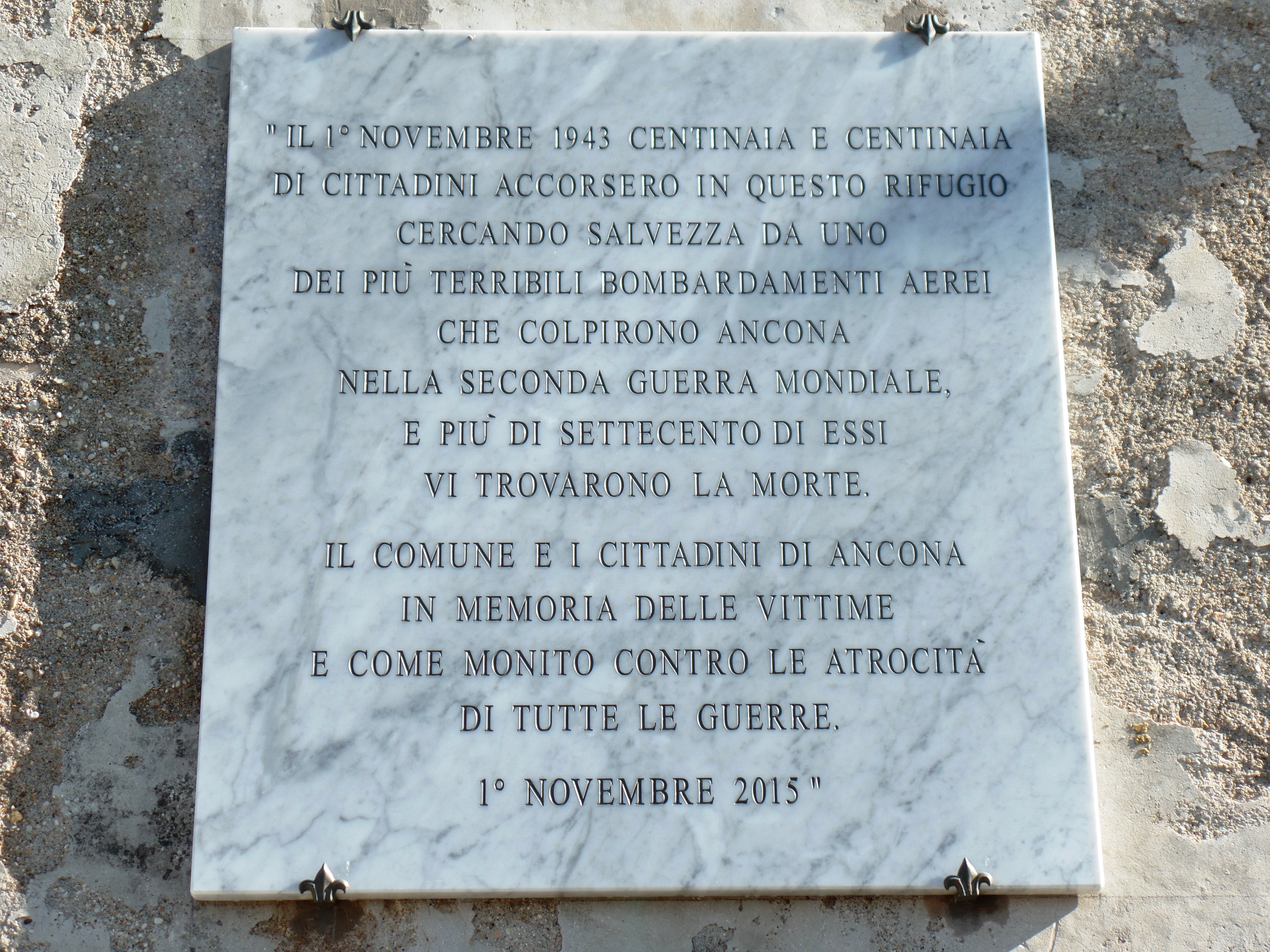
Ancona - Targa a ricordo dei morti nel rifugio delle Carceri a causa del bombardamento del 1º novembre 1943 posta nel 2015.

### Rifugio antiaereo
Durante la seconda guerra mondiale i carcerati si costruirono un rifugio antiaereo al di sotto del complesso.
Vi erano due ingressi al tunnel, uno dall'interno per i carcerati che si erano costruiti quel ricovero con le proprie mani, e uno dalla strada, per i civili; lo stesso rifugio dava riparo anche ai detenuti del vicino Carcere dei Minorenni.
Durante il bombardamento del 1º novembre 1943, più di 700 persone morirono (la maggior parte a causa dello spostamento d'aria determinato dallo scoppio delle bombe nei pressi dei due ingressi) all'interno del rifugio antiaereo. 
Il tunnel è stato riaperto alle visite nel 2013.

### Il sisma del 1972
Nel 1960 il terremoto che colpì la zona del centro storico non causò gravi danni all'immobile.
Al contrario, dopo il sisma del 1972, a seguito dei gravi danni causati dal terremoto, senza tentare neppure un recupero delle strutture più antiche, il complesso venne totalmente demolito.

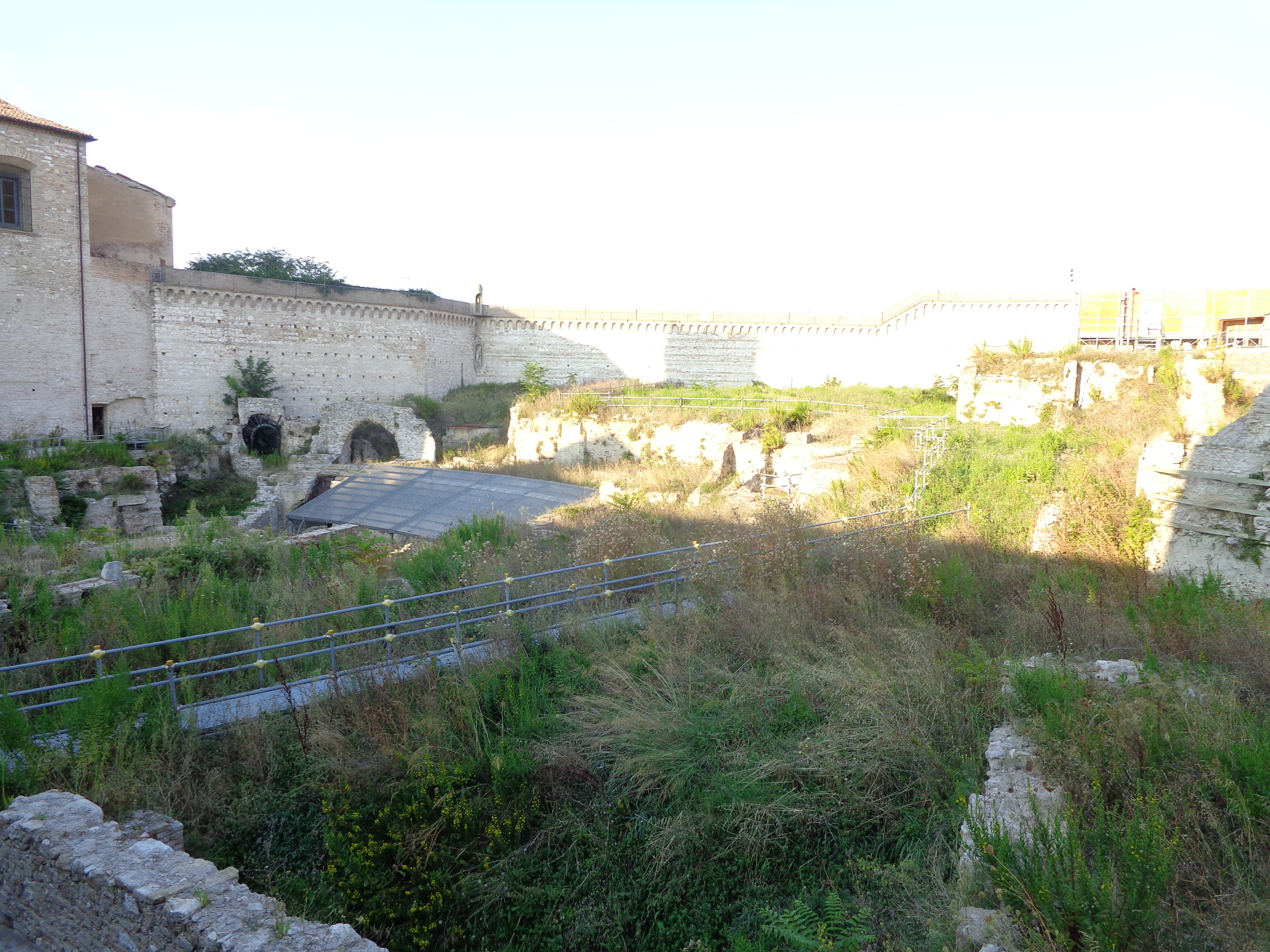
Ancona - Anfiteatro romano

### L'anfiteatro romano
A seguito delle demolizioni sono venute alla luce le strutture del sottostante anfiteatro romano, costruito durante il periodo di Ottaviano Augusto verso la fine del I secolo a.C., poi modificato durante il periodo dell'imperatore Traiano (I secolo d.C. - II secolo d.C..
La Soprintendenza ai Beni Archeologici delle Marche, grazie ai finanziamenti ministeriali appositamente erogati dopo il sisma, completò gli scavi iniziati nel 1930.

### L'anfiteatro romano sede di spettacoli teatrali all'aperto
Nell'estate 2011, è entrato a far parte del cartellone del "TAU (Teatro Antico Unico)" delle Marche.
Grazie ad un finanziamento della Fondazione Cariverona l'anfiteatro è stato riaperto per due anni: non è stata usata la struttura antica, ma in uno spiazzo laterale sono stati montati un palco e una gradinata per ospitare il pubblico.
Dopo tre anni di attività, la struttura è stata richiusa e le visite al complesso antico sono ridotte a una decina ogni anno, in occasioni speciali
Nel 2023 l'Anfiteatro si presenta con una grata che impedisce l'accesso all'anfiteatro e si attende l'inizio di nuovi lavori di recupero.

## Descrizione
L'edificio si sviluppava attorno ad un chiostro.
Da una descrizione del 1979 si deduce che, nella zona dove era stato sistemato un reparto del carcere, durante la demolizione delle strutture si è verificata l'esistenza di una serie di arcate che appartengono probabilmente ad una sostruzione stradale precedente all'attuale tracciato di via Birarelli.
Sono tuttora visibili tratti di cinta del carcere, caratterizzati da una serie di arcatelle a sesto ribassato.